# 紐兒傑
纽儿杰（?—?），蒙古帝国将领，塔塔尔部脱脱里台氏。
纽儿杰身长八尺，有勇力，善骑射，能造弓矢。在路上遇到成吉思汗前驱骑士别那颜，邀他一起去见成吉思汗，成吉思汗看到他所带弓矢很好，问他是谁造的，他说是自己造的。正好有野鸭在天上飞翔，纽儿杰射下二只，并将两只箭献上而退。别那颜跟着他到他家，他的儿子布智儿出见，别那颜感到很惊奇，把女儿许嫁布智儿，纽儿杰、布智儿父子都归顺了成吉思汗。跟随成吉思汗征讨，纽儿杰被赐号拔都儿。攻打花剌子模、斡罗思等国，临阵时，布智儿奋身力战。身中数箭，成吉思汗亲视，令人拔其箭。血流满体，差点丧命。成吉思汗命人将一头牛剖腹，将布智儿放在牛腹中，浸入热血，之后苏醒。纽儿杰去世后，蒙哥以布智儿为大都行天下诸路也可札鲁忽赤，印造宝钞。赐七宝金带燕衣十袭，又赐蔚州、定安为食邑。